# Бурдуш
Бурдуш је југословенски филм из 1970. године. Режирао га је Миодраг Мића Поповић, а сценарио је писао Живорад Жика Лазић.
Филм представља наставак телевизијске серије Музиканти, с тим што лик Лепог Цанета у серији тумачи Драган Зарић, а у филму Миодраг Андрић.

## Радња
Три сиромашна музиканта, вашарска забављача, Бурдуш, Рајко и Цане, захваљујући учествовању у једној телевизијској серији, постају познате личности и богати људи. Неочекивани успех и новац раздвојио је старе пријатеље. Басиста Бурдуш, усамљен и изгубљен, одлучи да крене на пут за новим друговима али му се на станици придруже стари пријатељи и пошто су поново пронашли сами себе, веселе се у возу на свој, цигански начин.

## Улоге
| Глумац                   | Улога         |
| ------------------------ | ------------- |
| Јован Јанићијевић Бурдуш | Бурдуш        |
| Милан Срдоч              | Рајко Животић |
| Миодраг Андрић           | Лепи Цане     |
| Драгомир Бојанић Гидра   | Раде Лазић    |
| Мирослав Бијелић         | Аца Циганин   |
| Мирјана Блашковић        |               |
| Мирослава Бобић          |               |
| Борис Буњац              |               |
| Љубомир Ћипранић         |               |
| Риста Ђорђевић           |               |
| Иван Ђурђевић            |               |
| Зорица Гајдаш            |               |
| Душан Јанићијевић        |               |
| Љубица Јанићијевић       | Дрина         |
| Милош Кандић             | Мића          |
| Љубица Ковић             |               |
| Петар Лупа               |               |
| Иван Манојловић          |               |
| Раде Марковић            | доктор        |
| Адам Митић               |               |
| Првослав Николић         |               |
| Богољуб Новаковић        |               |
| Бата Камени              |               |
| Мира Пеић                |               |
| Љиљана Перош             |               |
| Славољуб Плавшић Звонце  | Звонце        |
| Радомир Поповић          |               |
| Јелисавета Саблић        | Рајка Рајчић  |
| Љиљана Шљапић            | Барбара       |
| Живорад Шобић            |               |
| Данило Бата Стојковић    | Редитељ       |
| Душан Вујисић            |               |

## Занимљивости
Сценарио за филм је написао Живорад Жика Лазић, који се помиње и у филму у сцени када се Драгомир Бојанић Гидра представља: „Раде Лазић, син покојног Жике Лазића, бог да му душу прости, из села Лозовик“.